# Децембарски Леонис минориди
Децембарски леонис минориди су слаб метеорски рој високе инклинације и дугог периода активности. Откривени су 2009. године, проучавањем активности Коме береницида, од којих имају вишу активност. С обзиром на уопште ниску метеорску активност током јануара, метеори који припадају Децембарским леонис миноридима се могу приписати овом роју све до почетка фебруара.